# شرکت مهندسی و ساختمان صنایع نفت
شرکت مهندسی و ساختمان صنایع نفت (به‌اختصار: گروه اویک) شرکت خدمات نفت و گاز ایرانی است، که به عنوان یک شرکت پیمانکار عمومی، در زمینه توسعه میادین نفت و گاز، ارائه خدمات حفاری، خدمات فنی و مهندسی، مدیریت پروژه و پشتیبانی از عملیات تولید نفت و گاز، فعالیت می‌نماید. شرکت مهندسی و ساختمان صنایع نفت در سال مالی ۱۳۹۴ درآمدی بالغ بر ۳ هزار میلیارد تومان کسب نمود و در رتبه ۴۸ از صد شرکت برتر ایران، بر پایه میزان درآمد سالیانه، قرار گرفت. دفتر مرکزی این شرکت در تهران قرار دارد و بخشی از سهام آن در بازار بورس اوراق بهادار تهران با نماد "شساخت " معامله می‌شود.

## تاریخچه
شرکت اویک در تاریخ ۷ اردیبهشت ۱۳۶۶ توسط شرکت ملی نفت ایران به صورت شرکت سهامی خاص تأسیس شد و تحت شماره ۶۴۸۱۳ مورخ ۷ اردیبهشت ۱۳۶۶ در اداره ثبت شرکت‌ها و مالکیت صنعتی تهران به ثبت رسید. این شرکت به استناد صورتجلسه مجمع عمومی فوق‌العاده مورخ ۱۰ آبان ۱۳۹۵ و آگهی ثبتی در روزنامه رسمی مورخ ۳۰ آذر ۱۳۹۵ شرکت سهامی خاص به سهامی عام تبدیل شد. هم‌اکنون این شرکت جزء واحدهای تجاری فرعی شرکت سرمایه‌گذاری اهداف است که واحد تجاری نهایی گروه، شرکت سرمایه‌گذاری صندوق بازنشستگی صنعت نفت می‌باشد.

## شرکت‌های زیر مجموعه
این شرکت در زیرمجموعه خود دارای یازده شرکت تخصصی می‌باشد که هر یک در زمینه‌های مختلف پروژه‌های نفت و گاز و پتروشیمی به ارائه خدمات می‌پردازند. دو شرکت حفاری نفت و گاز پرشیا (POGD) و ساختمان و نصب صنایع فراگیر (GICI) در حال انحلال هستند. نه شرکت زیر مجموعه دیگر در جدول زیر آورده شده‌است:
| نام شرکت                                 | زمینه فعالیت | مالکیت اویک |
| ---------------------------------------- | --- | ----------- |
| طراحی و مهندسی صنایع انرژی (EIED)        | عملیات مهندسی، طراحی، اجرا و نظارت بر اجرا در پروژه‌های نفت، گاز و پتروشیمی                                                         | ۱۰۰٪        |
| عملیات ا کتشاف نفت (OEOС)                | انجام همه عملیات فنی مهندسی در زمین ه‌های اکتشاف نفت و گاز، پتروفیزیک مهندسی نفت، حفاری و پیمایش چاه‌ها                              | ۱۰۰٪        |
| راه اندازی و بهره‌برداری صنایع نفت (OICO) | پیش راه اندازی، راه اندازی، بهره‌برداری و تعمیرات و نگهداری پروژه‌های نفت، گاز و پتروشیمی در حوزه خشکی و دریا                        | ۸۰٪         |
| توسعه صنایع نفت و انرژی قشم (OEID)       | عملیات مربوط به اکتشاف، توسعه و بهره‌برداری از منابع هیدروکربوری و انرژی‌های تجدیدپذیر، فرآورش گازهای همراه و پروژه‌های ازدیاد برداشت | ۱۰۰٪        |
| خدمات مهندسی نفت کیش (KPE)               | ارایه همه فعالیت‌های بالادستی نفت و خدمات مهندسی نفت در مخازن هیدروکربوری، مطالعات اکتشافی، مهندسی مخازن پایه و تهیه MDP            | ۱۰۰٪        |
| سرمایه‌گذاری نفت قشم (QOIC)               | عملیات طراحی، ساخت و نصب انواع سازه‌های ناظر بر ذخیره‌سازی و انتقال نفت خام و فرآورده‌های نفتی                                        | ۵۱٪         |
| طراحی و ساختمان نفت (ODCC)               | عملیات طراحی، نظارت و اجرای پروژ ه‌های پایین دستی صنعت نفت                                                                          | ۵۱٪         |
| مهندسی و توسعه سروک آذر (SAED)           | توسعه میدان نفتی آذر | ۱۰٪         |
| صنایع تجهیزات نفت (PEIC)                 | تولید و عرضه شیرآلات و تجهیزات صنایع نفت، گاز و پتروشیمی                                                                           | ۱۷٪         |

## پروژه‌ها
از پروژه‌های تکمیل شده توسط این شرکت می‌توان به توسعهٔ فازهای ۹ و ۱۰ و ۱۷ و ۱۸ و ۲۰ و ۲۱ میدان گازی پارس جنوبی، توسعه میدان نفتی سروش، میدان نفتی نوروز و میدان نفتی آذر، ساخت کارخانه‌های گاز و گازمایع ۱۲۰۰، ۱۳۰۰، ۱۵۰۰ و جزیره سیری در خلیج فارس، چندین ایستگاه تقویت فشار گاز، همچنین توسعه پالایشگاه بندرعباس، پالایشگاه اصفهان و پالایشگاه اراک اشاره کرد.
| ردیف | پروژه | مجری | کارفرما                                   | موقعیت             |
| ---- | --- | ---- | ----------------------------------------- | ------------------ |
| ۱    | پروژه ICAPS سروک آذر | OICO | شرکت سروک آذر                             | ایلام              |
| ۲    | پروژه بهره‌برداری، تعمیر و نگهداری میدان نفتی آذر                                                                                        | OICO | شرکت مهندسی توسعه سروک آذر (SAED)         | ایلام              |
| ۳    | پروژه O&M قشم | OICO | سرمایه‌گذاری نفت قشم                       | هرمزگان            |
| ۴    | پروژه تعمیرات پالایشگاه تهران | OICO | شرکت پالایش نفت تهران                     | تهران              |
| ۵    | پروژه ICAPS فازهای ۲۰و ۲۱ پارس جنوبی | OICO | OIEC                                      | بوشهر              |
| ۶    | پروژه راه اندازی فازهای ۲۰و ۲۱پارس جنوبی                                                                                                | OICO | OIEC                                      | بوشهر              |
| ۷    | پروژه خدمات عملیات و پشتیبانی پالایشگاه هشتم                                                                                            | OICO | شرکت مجتمع گاز پارس جنوبی (SPGC)          | بوشهر              |
| ۸    | پروژه خدمات کارگاه مرکزی و تعمیرات اساسی                                                                                                | OICO | شرکت مجتمع گاز پارس جنوبی (SPGC)          | بوشهر              |
| ۹    | پروژه مایع سازی گاز طبیعی ایران Iran LNG (158)                                                                                          | OICO | شرکت مایع سازی گاز طبیعی ایران            | بوشهر              |
| ۱۰   | پروژه تعمیرات پتروپالایش کنگان | OICO | پترو پالایش کنگان                         | بوشهر              |
| ۱۱   | پروژه راه اندازی بخش گازی میدان نفتی آذر                                                                                                | OICO | شرکت مهندسی و ساختمانی جهانپارس (JP.CO)   | ایلام              |
| ۱۲   | پروژه خدمات مشاوره NGL3100 | OICO | OIEC                                      | ایلام              |
| ۱۳   | راهبری خط لوله انتقال اتیلن غرب | OICO | شرکت ملی صنایع پتروشیمی                   | عسلویه تا تبریز    |
| ۱۴   | O&M پارسیان سپهر | OICO | پالایش پارسیان سپهر                       | مهر - عسلویه       |
| ۱۵   | احداث تلمبه خانه‌ها و پایانه خط لوله "۲۶ بندرعباس/رفسنجان و پایانه خط "۸ سیرجان به روش EPCC برای شرکت ملی مهندسی و ساختمان نفت ایران     | EIED | شرکت ملی مهندسی و ساختمان نفت ایران NIOEC | هرمزگان            |
| ۱۶   | پروژه احداث واحد نم زدایی و فشار افزایی رگ سفید ۱ و خطوط لوله                                                                           | EIED | شرکت پالایش گاز بیدبلند خلیج فارس         | خوزستان            |
| ۱۷   | مطالعه مفهومی میدان گازی پارس شمالی | EIED | شرکت نفت و گاز پارس                       | بوشهر              |
| ۱۸   | واحد HDPE پتروشیمی دهلران | EIED | شرکت پتروشیمی دهلران                      | ایلام              |
| ۱۹   | واحد HDPE/LLDPE Swing پتروشیمی دهلران                                                                                                   | EIED | شرکت پتروشیمی دهلران                      | ایلام              |
| ۲۰   | واحد بازیافت اتان مجتمع پتروشیمی بندر امام                                                                                              | EIED | شرکت پتروشیمی بندر امام                   | خوزستان            |
| ۲۱   | واحد پلی اتیلن سنگین (HDPE) پتروشیمی تبریز                                                                                              | EIED | شرکت پتروشیمی تبریز                       | آذربایجان شرقی     |
| ۲۲   | کوره‌های فرایندی واحد الفین مجتمع پتروشیمی کیان                                                                                          | EIED | OIEC                                      | بوشهر              |
| ۲۳   | پروژه واحد تولید مونوکسید کربن و هیدروژن پتروشیمی کارون (هایکو)                                                                         | EIED | شرکت پتروشیمی کارون                       | خوزستان            |
| ۲۴   | واحد هیدروژن زدایی از پروپان کنگان | EIED | شرکت آلای مهستان کنگان                    | بوشهر              |
| ۲۵   | پروژه بهسازی واحد الفین پتروشیمی کاویان                                                                                                 | EIED | شرکت پتروشیمی کاویان                      | بوشهر              |
| ۲۶   | واحد پلی اتیلن سنگین (HDPE) پتروپالایش کنگان                                                                                            | EIED | شرکت پترو پالایش کنگان                    | بوشهر              |
| ۲۷   | خدمات مشاوره، طراحی، مهندسی تفصیلی و مهندسی خرید واحد پلی اتیلن سنگین و سبک خطی کنگان HDPE/ LLDPE                                       | EIED | شرکت پتروشیمی نگین مهستان کنگان           | بوشهر              |
| ۲۸   | مهندسی پایه، مهندسی تفصیلی و خدمات مهندسی خرید واحد پلی اتیلن سنگین (HDPE) کنگان                                                        | EIED | شرکت پتروشیمی سروش مهستان عسلویه          | بوشهر              |
| ۲۹   | واحد الفین، بوتادین، استخراج بنزن، هیدرو دی الکاسیون پتروشیمی کیان                                                                      | EIED | OIEC                                      | بوشهر              |
| ۳۰   | مهندسی تفصیلی و خدمات مهندسی خرید و مهندسی کارگاهی NGL3100                                                                              | EIED | OIEC                                      | ایلام              |
| ۳۱   | نظارت عالیه و کارگاهی پروژه احداث خط لوله انتقال گاز ۵۶ اینچ نهم سراسری حد فاصل بیدبلند / اهواز                                         | EIED | شرکت مهندسی و توسعه گاز ایران             | خوزستان            |
| ۳۲   | خدمات مشاوره، نظارت عالیه، نظارت کارگاهی طرح احداث کارخانه گاز و گاز مایع NGL3200 غرب کارون                                             | EIED | شرکت پالایش گاز یادآوران خلیج فارس        | بوشهر              |
| ۳۳   | نظارت عالیه، کارگاهی و راهبری قراردادهای تأمین و داخلی سازی ۲۰۰ دستگاه توربوکمپرسورهای ایستگاه‌های تقویت فشار گاز                        | EIED | شرکت مهندسی و توسعه گاز ایران             | خوزستان            |
| ۳۴   | واحد الفین پتروپالایش کنگان+ فاز ۲ یوتیلیتی طرح کنگان در قالب الحاقیه                                                                   | EIED | شرکت توسعه پتروپالایش کنگان               | بوشهر              |
| ۳۵   | واحد الفین پتروشیمی دهلران | EIED | OIEC                                      | ایلام              |
| ۳۶   | خدمات مشاوره، طراحی مفهومی، پایه، تفصیلی و مهندسی خرید واحدهای یوتیلیتی و افسایت مجتمع پتروپالایش کنگان                                 | EIED | شرکت پترو پالایش کنگان                    | بوشهر              |
| ۳۷   | انجام خدمات مهندسی تفصیلی و مهندسی خرید طرح بازیابی اتان پتروپالایش کنگان                                                               | EIED | شرکت پترو پالایش کنگان                    | بوشهر              |
| ۳۸   | مدیریت طرح احداث واحدهای تولید انیدرید مالئیک (MA)، اسید فوماریک (FA) و رزین‌های پلی استر غیر اشباع (UPR) شرکت مدبران شیمی               | EIED | شرکت مدبران شیمی                          | خوزستان            |
| ۳۹   | خدمات مهندسی مطالعات جامع توسعه میدان نفتی آذر                                                                                          | KPE  | شرکت مهندسی و توسعه سروک آذر              | ایلام              |
| ۴۰   | مطالعه میدان نفتی بهرگانسر | KPE  | شرکت نفت فلات قاره                        | بوشهر              |
| ۴۱   | مطالعه به روز آوری میدان خانگیران | KPE  | شرکت نفت مناطق مرکزی ایران                | خراسان رضوی        |
| ۴۲   | مطالعه جامع مخزن آسماری میدان لب سفید                                                                                                   | KPE  | شرکت مناطق نفت خیز جنوب                   | خوزستان            |
| ۴۳   | مطالعه امکان‌سنجی ذخیره‌سازی گاز در میدان قزل تپه                                                                                         | KPE  | شرکت مهندسی و توسعه گاز ایران             | گلستان             |
| ۴۴   | تامین نیروی انسانی میدان نفتی رامشیر | KPE  | OIEC                                      | خوزستان            |
| ۴۵   | تامین نیروی انسانی میدان نفتی منصوری | KPE  | OIEC                                      | خوزستان            |
| ۴۶   | مشاوره، مهندسی و خدمات نظارت کارگاهی تحت الارضی آزادگان                                                                                 | KPE  | شرکت پترو پارس                            | خوزستان            |
| ۴۷   | قرارداد باشت و پردازش داده‌های لرزه‌نگاری دو بعدی باشت                                                                                    | KPE  | شرکت عملیات اکتشاف نفت                    | خوزستان            |
| ۴۸   | برنامه پروژه لرزه‌نگاری دو بعدی دشت کوه                                                                                                  | KPE  | شرکت عملیات اکتشاف نفت                    | لرستان             |
| ۴۹   | خدمات رانش لوله جداری و مغزی در مناطق لاوان، سیری و قشم                                                                                 | OEOC | فلات قاره                                 | هرمزگان            |
| ۵۰   | عملیات یکپارچه بهره‌برداری و مهندسی نفت جهت حفاری در پروژه منصوری (IPS)                                                                  | OEOC | OIEC                                      | خوزستان            |
| ۵۱   | خدمات یکپارچه حفاری پروژه منصوری (IDS)                                                                                                  | OEOC | OIEC                                      | خوزستان            |
| ۵۲   | عملیات یکپارچه بهره‌برداری و مهندسی نفت جهت حفاری در پروژه رامشیر (IPS)                                                                  | OEOC | OIEC                                      | خوزستان            |
| ۵۳   | خدمات یکپارچه حفاری پروژه رامشیر (IDS)                                                                                                  | OEOC | OIEC                                      | خوزستان            |
| ۵۴   | ارائه خدمات Slick Li | OEOC | نفت و گاز پرشیا                           | خوزستان            |
| ۵۵   | اجاره یک دستگاه MOS و خدمات جانبی مربوط به آن در میدان نفتی یاران                                                                       | OEOC | نفت و گاز پرشیا                           | خوزستان            |
| ۵۶   | خدمات سرویس‌های حفاری مورد نیاز رانش و نصب پمپ درون چاهی در چاه‌های میدان نفتی یاران                                                      | OEOC | نفت و گاز پرشیا                           | خوزستان            |
| ۵۷   | ارائه خدمات تست و اسید کاری در میدان نفتی آزادگان                                                                                       | OEOC | اسپادانا کیش                              | خوزستان            |
| ۵۸   | ارائه خدمات چاه آزمایی (سطحی و درون چاهی) و سیم رانی (Slick Line)                                                                       | OEOC | پیشگامان توسعه پالایش ایرانیان            | خوزستان            |
| ۵۹   | ارائه خدمات نگهداری تولید در میدان نفتی آذر                                                                                             | OEOC | شرکت مهندسی و توسعه سروک آذر              | ایلام              |
| ۶۰   | ارائه خدمات لایه آزمایی و آزمایش سطحی چاه در پروژه مارون ۱ و ۴                                                                          | OEOC | حفاری شمال                                | خوزستان            |
| ۶۱   | انجام خدمات پمپاژ در میدان قزل تپه | OEOC | شرکت حفاری و اکتشاف انرژی گستر پارس       | گلستان             |
| ۶۲   | خدمات یکپارچه انگیزشی و زنده سازی چاه - میدان کبود (پدکس)                                                                               | OEOC | شرکت حفاری و اکتشاف انرژی گستر پارس       | خوزستان            |
| ۶۳   | تأمین خدمات پمپاژ سیمان، برش و مخلوط سیمان به صورت Call Out                                                                             | OEOC | مهران                                     | خوزستان            |
| ۶۴   | ارائه خدمات RTTS / MDST در آزادگان جنوبی با شرکت TDD                                                                                    | OEOC | شرکت توسعه حفاری تدبیر                    | خوزستان            |
| ۶۵   | ارائه خدمات انگیزشی و چاه آزمایی ۱۷ حلقه چاه میدان آزادگان جنوبی                                                                        | OEOC | شرکت توسعه حفاری تدبیر                    | خوزستان            |
| ۶۶   | خدمات ترمیمی در قالب ۲۰ عملیات در میادین تحت پوشش نفت و گاز کارون                                                                       | OEOC | مناطق نفت خیز جنوب                        | خوزستان            |
| ۶۷   | انجام خدمات بهره‌برداری و چاه آزمایی در پروژه سولابدر                                                                                    | OEOC | شرکت توسعه صنایع نفت و انرژی قشم          | خوزستان            |
| ۶۸   | پروژه توسعه میدان نفتی رامشیر | OEOC | OIEC                                      | خوزستان            |
| ۶۹   | پروژه توسعه میدان نفتی منصوری | OEOC | OIEC                                      | خوزستان            |
| ۷۰   | اجاره یک دستگاه دکل حفاری و کلیه خدمات جانبی مورد نیاز - دانان                                                                          | OEOC | مپنا نور کیش                              | ایلام              |
| ۷۱   | قرارداد اجاره دو دستگاه دکل حفاری ۲۰۰ اسب بخار بصورت - FULL CREW منصورآباد                                                              | OEOC | توسعه پترو ایران                          | خوزستان            |
| ۷۲   | اجاره و تأمین یک + یک دستگاه دکل حفاری در میدان نفتی سپهر و جفیر                                                                        | OEOC | پژواک انرژی                               | خوزستان            |
| ۷۳   | اجاره و تأمین یک + یک دستگاه دکل حفاری در میدان نفتی آزادگان                                                                            | OEOC | شرکت توسعه حفاری تدبیر                    | خوزستان            |
| ۷۴   | اجاره و تأمین یک + یک دستگاه دکل حفاری در میدان نفتی بی بی حکیمه                                                                        | OEOC | شرکت سیلند                                | بوشهر              |
| ۷۵   | عملیات VSP | OEOC | مدیریت اکتشاف                             | خوزستان            |
| ۷۶   | لرزه‌نگاری دو بعدی باشت | OEOC | مدیریت اکتشاف                             | خوزستان            |
| ۷۷   | انجام عملیات خدمات لجستیک به رامشیر | OEOC | OIEC                                      | خوزستان            |
| ۷۸   | انجام عملیات خدمات لجستیک به منصوری | OEOC | OIEC                                      | خوزستان            |
| ۷۹   | بسته سطح الارض پروژه طرح توسعه میدان نفتی منصوری به صورت EPC                                                                            | OEID | OIEC                                      | خوزستان            |
| ۸۰   | طرح نگهداشت و افزایش تولید نفت - بسته اهواز ۱ و (EPC-EPD)                                                                               | OEID | شرکت ملی مناطق نفتخیز جنوب                | خوزستان            |
| ۸۱   | تأمین نیروی انسانی پروژه توسعه میدان نفتی رامشیر                                                                                        | OEID | شرکت ملی مناطق نفتخیز جنوب                | کهگیلویه وبویراحمد |
| ۸۲   | تأمین نیروی انسانی سروک آذر | OEID | OIEC                                      | خوزستان            |
| ۸۳   | تأمین نیروی انسانی سروک آذر | OEID | شرکت مهندسی و توسعه سروک آذر              | ایلام              |
| ۸۴   | تأمین نیروی انسانی حراست و پشتیبانی سروک آذر                                                                                            | OEID | شرکت مهندسی و توسعه سروک آذر              | ایلام              |
| ۸۵   | همیار فنی فلات قاره | OEID | شرکت نفت فلات قاره ایران                  | خوزستان            |
| ۸۶   | خطوط لوله و پمپاژ آب پتروشیمی دهلران | OEID | OIEC                                      | ایلام              |
| ۸۷   | طرح توسعه میدان نفتی آذر (Handover در حال انجام)                                                                                        | SAED | شرکت مهندسی و توسعه نفت                   | ایلام - مهران      |
| ۸۸   | پایانه نفتی قشم- ساخت و اجاره ۱۳ مخزن سقف شناور یوتیلیتی و خطوط انتقال SPM                                                              | QOIC | شرکت ملی نفت ایران                        | هرمزگان            |
| ۸۹   | پروژه گوگردزدایی از محصولات میان تقطیر پالایشگاه شیراز                                                                                  | ODCC | شرکت پالایش نفت شیراز                     | فارس               |
| ۹۰   | احداث واحد SRP | ODCC | شرکت پالایش نفت تبریز                     | آذربایجان شرقی     |
| ۹۱   | طرح توسعه میدان نفتی سهراب مطالعات یکپارچه زیست‌محیطی BOD و FEED                                                                         | ODCC | شرکت دانا انرژی                           | خوزستان            |
| ۹۲   | مدیریت طرح احداث واحدهای تصفیه نفتای سنگین، CCR، کاهش بنزن و اتان زدائی از گاز مایع پالایشگاه تهران                                     | ODCC | شرکت پالایش نفت تهران                     | تهران              |
| ۹۳   | طراحی، تأمین کالا، ساختمان و نصب ورا هاندازی تأسیسات سرچاهی و خطوط لوله جریانی مرتبط در منطقه شمال میدان نفتی آزادگان جنوبی به روش EPCC | ODCC | شرکت مهندسی و توسعه نفت                   | خوزستان            |
| ۹۴   | پروژه تصفیه گازوئیل پالایشگاه اصفهان | ODCC | شرکت پالایش نفت اصفهان                    | اصفهان             |
| ۹۵   | پروژه یوتیلیتی و آفسایت طرح واحدهای زیست‌محیطی پالایشگاه اصفهان                                                                          | ODCC | شرکت پالایش نفت اصفهان                    | اصفهان             |
| ۹۶   | پروژه توسعه و تثبیت ظرفیت پالایشگاه آبادان                                                                                              | ODCC | شرکت ملی مهندسی و ساختمان نفت ایران NIOEC | خوزستان            |
| ۹۷   | احداث واحدهای فرآیندی و ساختمان‌های صنعتی پلی اتیلن سنگین گچساران                                                                        | ODCC | OIEC                                      | چهارمحال وبختیاری  |

## سهامداران
سهامداران عمده شرکت به شرح زیر است:
| نام سهامداران                                                 | تعداد سهام | درصد سهام |
| ------------------------------------------------------------- | ---------- | --------- |
| شرکت تلاش گستران آینده-سهامی خاص واحد فرعی سرمایه‌گذاری اهداف  | 1.845 B    | ۷۳٫۲۵     |
| شرکت سرمایه‌گذاری هامون سپاهان-سهامی عام (نماد بورسی: وهامون)  | 430 M      | ۱۷٫۰۷     |
| شرکت گروه توسعه مالی مهرآیندگان-سهامی عام (نماد بورسی: ومهان) | 148 M      | ۵٫۸۸      |